# Bahram III.
Bahram III., Vahram III. ali Varahran III. (srednjeperzijsko 𐭥𐭫𐭧𐭫𐭠𐭭‎, novoperzijsko سوم) je bil šesti kralj (šah) iranskega Sasanidskega cesarstva, ki je vladal samo štiri mesece leta 293, * ni znano, † 293.
Bil je sin in naslednik šaha Bahrama II. Po osvojitvi Sakastana v 280. letih ga je oče imenoval za podkralja te province. 
Sasanidski prestol je nasledil po očetov smrti leta 293. Bahram III. se šteje za prešibkega vladarja, da bi vladal obsežnemu cesarstvu. Večina plemstva je izpodbijala njegovo nasledstvo in obljubila zvestobo njegovemu staremu stricu Narsehu. Bahrama III. je po štirih mesecih vladanja Narseh med pohodom verjetno ujel, še bolj verjetno pa ubil, in nato sam zasedel Bahramovo mesto.

## Ime
Teoforično ime Bahram je novoperzijska oblika srednjeperzijskega imena Warahrāna (piše se tudi Wahrām), ki izhaja iz staroiranskega imena Vṛθragna. Avestanski ekvivalent imena je Veretragna, ime starega iranskega boga zmage, medtem ko se je  partska različica imena glasila *Warθagn.
V grščini se njegovo ime glasi Baranes, v armenščini pa Vahagn/Vrām.

## Življenjepis
V sasanidskem Iranu je bilo v navadi, da so kralji po osvojitvi dežele ali ljudstva svojim sinovom dajali ustrezne naslove in jim prepuščali oblast na osvojenih ozemljih. Bahram III. je dobil naslov sākān šāh verjetno po očetovi osvojitvi Sakastana (sodobni Sistan). Bahramu III. je bil Sakastan prepuščen verjetno zaradi obrambe pred ljudstvi na vzhodnem obrobju cesarstva.
Po smrti Bahrama II. leta 293 je Bahrama III. v Parsu za kralja proglasila skupina plemičev pod vodstvom Vahnama in s podporo Adurfarobaja, kralja Mešana. Bil je še mladoleten in po mnenju velikega dela plemstva prešibkega značaja, da bi obvladal grožnjo, ki so jo predstavljali Rimljani, in njihovo invazijo. Mnogo plemičev se je zato odločilo izpodbijati njegovo nasledstvo in je namesto njega priseglo zvestobo Narsehu, zadnjemu še živemu sinu Šapurja I. Narseha so dojemali kot močnejšega vladarja, ki bi lahko Iranu prinesel slavo.
Štiri mesece po Bahramovem prevzemu oblasti so Narseha na zahtevo številnih pripadnikov iranskega plemstva poklicali v Mezopotamijo. Z njim so se srečali na prelazu Paikuli v provinci Garamig, kjer so ga verjetno tudi prvič razglasili za šaha. Naklonjenost plemstva je bila morda posledica njegovih izkušenj na položaju guvernerja, zagovarjanja zaratustrstva in morda njegovo poreklo iz zgodnje sasanidske družine.
Narseh se je poskušal izogniti prelivanju krvi in predlagal sklenitev miru z Bahramom III. in Vahnamom. Zdi se, da sta se s tem oba strinjala, ker med njimi ni bilo nobenega spopada. Eden od razlogov za njuno hitro privolitev je bil morda ta, da so ju zapustili številni privrženci. Bahram je odstopil s položaja šaha in mu je bilo verjetno prizaneseno, medtem ko je bil Vahnam po Narsehovem prihodu v prestolnico Ktezifon usmrčen. Narseh je nato pozval aristokrate na kraljevski referendum, ritual, ki je bi v rabi od prvega sasanidskega šaha Ardaširja I. (vladal 224–242), na katerem bi ga potrdili kot zakonitega vladarja in ne uzurpatorja. Večina zbranih je glasovala zanj in potrdila, da je "prišel na prestol naših očetov in praočetov s pomočjo bogov, v njihovem imenu in v imenu naših prednikov".

## Artefakti
Kovanci, ki bi jih lahko pripisali Bahramu III., so maloštevilni, veliko pa bi jih lahko pripisali tudi Narsehu. Ker so številni kovanci bolj gladki kot običajno, so podrobnosti manj prepoznavne. Domneva se, da je bil upodobljen z zlato krono z nazobčanim spodnjim robom in dvema velikima jelenovima rogovoma ali vsaj z njihovima replikama, pritrjenima na vsaki strani. Med rogovoma je bila na sprednji strani krone sasanidska krogla.
Nizki relief na arheološkem najdišču Bišapur prikazuje človeka, ki ga je poteptal konj. Domneva se, da je na reliefu prikazana smrt Bahrama III. ali bolj verjetno njegovega zaveznika Vahnama.